# Warner Bros. Discovery Home Entertainment
Warner Bros. Home Entertainment es unidad de distribución para hogares de Warner Bros., subsidiaria de Warner Bros. Discovery. Fue fundada en 1978 como WCI Home Video (por Warner Communications, Inc.), aunque se re-nombró a Warner Home Video en 1980 y Warner Bros. Home Entertainment en 2016. La sociedad difunde principalmente títulos de cine y televisión de Warner Bros Studios, así como los programas de otras empresas de Time Warner. Actualmente también sirve para la distribución de televisión y/o películas de producidas por la Cartoon Network, Adult Swim, TruTV, Turner Entertainment, TNT, Viz Media en los EE. UU., y productos de la NBA, NFL, y NHL.

## Historia

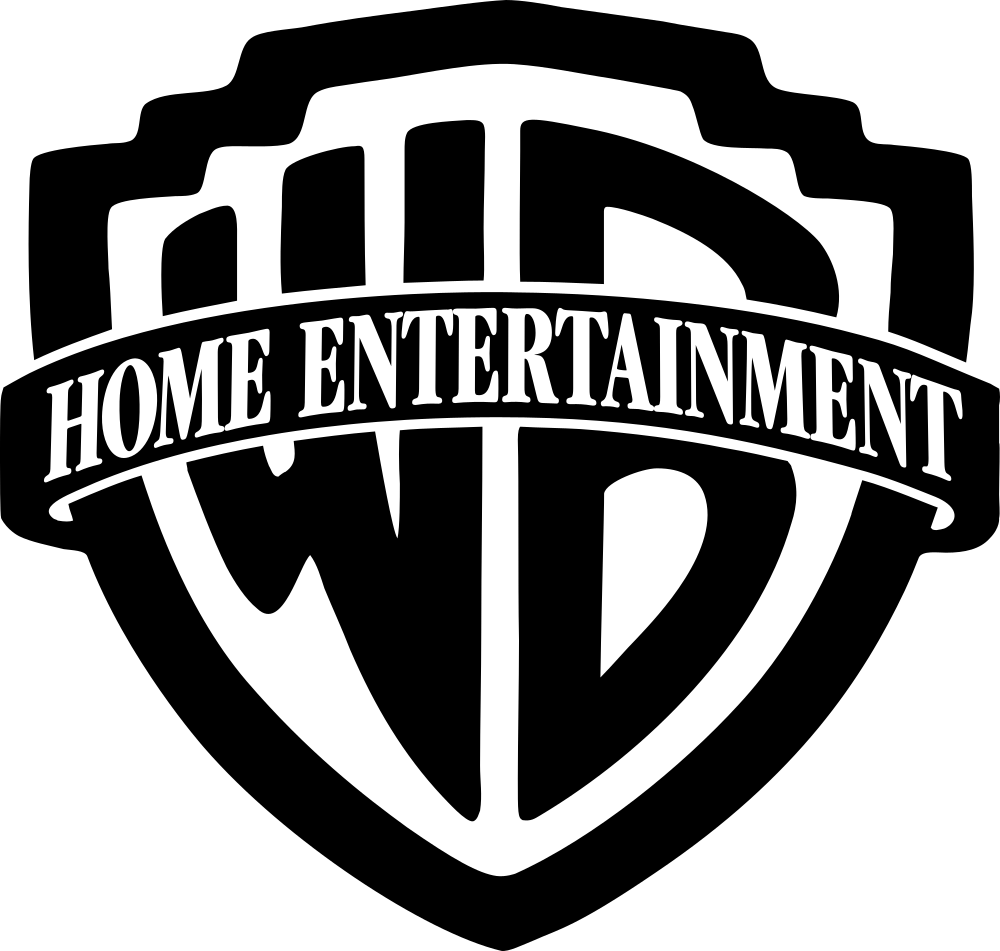
El logotipo de Warner Bros. Home Entertainment utilizado como logotipo corporativo desde 2017 hasta 2020, permanece en uso como logotipo en pantalla desde 2017 a pesar del cambio de logotipo en 2019 y 2023 respectivamente.

La empresa lanzó en los Estados Unidos con veinte películas en Betamax y cintas de vídeo VHS a finales de 1979. La compañía más tarde amplió su línea para incluir títulos adicionales a lo largo de 1979 y 1980.
Al comienzo algunas emisiones se destacaban por ser de tiempo comprimido con el fin de ahorrar tiempo, cinta y dinero para compensar long play de casetes en los primeros días del vídeo doméstico. Un ejemplo de ello es en 1978 cuando Superman fue puesta con 127 minutos en este formato, en comparación con sus 143 minutos de proyección en el cine. Además, las primeras transferencias de película a vídeo de películas de WCI se observaron por estar en mala calidad, en comparación con versiones de vídeo modernos. A finales de 1980, la calidad de transferencias había mejorado.
Warner Bros. comenzó a ramificarse con el formato Video CD en el mercado, los títulos de concesión de licencias para los formatos MCA DiscoVision y RCA's SelectaVisión, lo que permitió a ambas empresas comercializar y distribuir las películas con sus etiquetas. En 1985, Warner estrenó material bajo su propio sello en ambos formatos.
Warner Bros. también experimentó con el "alquiler de películas" mercado de los videos, un método también utilizado por 20th Century Fox para el primer lanzamiento de Star Wars en 1982. Dos conocidas películas lanzadas de esta manera son: Superman II y Excalibur.
De 1981 a 1990, fue distribuidor internacional en VHS y Laserdisc del catálogo de United Artists y de 1990 a 1999, distribuyeron en VHS y Laserdisc (y más tarde en DVD) el catálogo de MGM/UA Home Video, cuando pasó el catálogo de MGM a 20th Century Fox Home Entertainment. También distribuyeron algunos títulos de Ufilms
De 1991 a 1998 y de 2002 a 2011 distribuyeron el catálogo de Tripictures en VHS, Laserdisc, DVD, HD DVD Y Blu-ray hasta que Tripictures se trasladó a a 20th Century Fox Home Entertainment. 
En 1997, Warner Home Video fue uno de los primeros grandes distribuidores de América con el nuevo formato de DVD. El ejecutivo de Warner Bros. Warren Lieberfarb se considera a menudo como "el padre del DVD". 
Desde 1999, distribuyeron títulos de Lionsgate UK en Reino Unido e Irlanda hasta 2006 cuando 20th Century Fox Home Entertainment empezó a distribuir a Redbus Distribution en Reino Unido e Irlanda.
En 2001, adquirieron Lolafilms para distribuir su catálogo de títulos en VHS y DVD (excluyendo "Oldboy" que es de Paramount Pictures en DVD estrenado en julio de 2005) hasta "La fiesta del Chivo" (julio de 2006), cuando Zeta Cinema adquirió Lolafilms y desde "Sophie Scholl - Los últimos días"(septiembre de 2006) DeAPlaneta pasa a distribuir Lolafilms en DVD y HD DVD, mientras el catálogo pre-2005 es de Warner Home Video
En 2006, Warner Home Video anunció entrar en el mercado de estrenar películas directamente a estos formatos de vídeo, un mercado que ha demostrado ser lucrativo para los estudios en los últimos años, y que en su mayor parte ha sido dominado por Sony Pictures Home Entertainment.
Distribuyeron algunos títulos de Notro Films y Amazing Films para DVD y HD DVD y en 2007 adquirieron Manga Films de Universal Pictures Home Entertainment y en 2009 Manga y Notro se fusionan para dar Vértice Cine. De 2009 a 2014 Warner Bros. distribuyó el catálogo de Vértice Cine en DVD, Blu-ray y VOD hasta que lo vendieron a Divisa Home Video
El 26 de septiembre de 2006, Warner Home Video se convirtió en la primera empresa con un título (película) en tres formatos en el mismo día y fecha con el estreno de The Lake House en DVD, Blu-ray y HD DVD. Warner Home Video es ahora el único gran distribuidor que apoya ambos formatos de alta definición, aunque esto cambió a finales de mayo de 2008. Desde junio de 2008, Warner Home Video lanzó nuevo contenido de alta definición en Blu-ray.
En 2009, Warner Home Video introdujo la Warner Archive Collection, que permite al público ordenar DVD hechos a la medida de las películas raramente vistas y series de televisión desde las bibliotecas Warner Bros. y Turner. Las películas también están disponibles como descargas digitales. Los DVD y las descargas de Warner Archive se pueden pedir en línea en el sitio web de Warner Bros., en Amazon.com o Turner Classic Movies afiliados sitio web de DVD películas ilimitadas. (Aunque películas ilimitadas vende estos títulos de archivos, por lo general tarda 2-3 meses antes de que el DVD está disponible para la orden después de Warner Bros. publica en su página web).
Desde finales de los 2000 distribuyeron Winds of Asia hasta 2011, cuando lo vendieron a Cameo Media

Logotipo impreso de Warner Bros. Home Entertainment utilizado desde 2020 hasta 2023; El logotipo seguirá estando en carátulas y discos 4K, Blu-ray y DVD hasta 2024.

En septiembre de 2010, adquirieron Filmax para lanzar su catálogo y futuros títulos a DVD, Disco Blu-ray y video on demand, pero 6 años más tarde se la vendieron a Divisa Home Video
En octubre de 2012, Paramount Home Media Distribution y Warner Home Video firmaron un acuerdo de distribución, lo que permite a Warner Bros. ganar en Estados Unidos y Canadá los derechos de distribución de DVD, Blu-ray, ultravioleta, Flixster, y la fabricación en demanda de DVD a más de 600 títulos de Paramount Pictures, así como nuevos títulos de suma importancia. El acuerdo entró en vigor el 1 de enero de 2013.
En 2013, lanzó el volumen 1 de la serie finlandesa Angry Birds Toons. Más tarde lanzó el volumen 2 con los demás 26 episodios restantes también para DVD y Blu-Ray el 15 de abril de 2014. Luego lanzó 2 DVD de la temporada 2 con 13 episodios cada uno y otros 2 de la temporada 3 con 13 episodios cada uno
En diciembre de 2016, fue adquirida por 20th Century Fox Home Entertainment para lanzar su catálogo y futuros títulos a DVD, Blu-ray Blu-ray Ultra HD y VOD (excluyendo Filmax) y Disney es el distribuidor español del catálogo de Warner Bros. Home Entertainment hasta el 31 de mayo de 2022, cuando Arvi Licensing vía Universal Pictures Home Entertainment la adquirió de Disney.

Logotipo de Warner Bros. Home Entertainment utilizado desde 2023, principalmente como etiqueta.

En 2019, una joint-venture con Universal Pictures Home Entertainment fue anunciada y puesta el año siguiente. Según eso Universal distribuirá los títulos de Warner Bros. en Alemania, Austria, Suiza y Japón y Warner con Universal en Reino Unido, Irlanda, Italia y Benelux. La Comisión Europea aprobó la fusión y desde junio de 2021 es Studio Distribution Service.